# Rodolfo Llopis
Pour les articles homonymes, voir Llopis.
Rodolfo Llopis Ferrándiz (Callosa de Ensarriá, le 27 février 1895 - Albi, le 22 juillet 1983) est un homme politique et syndicaliste espagnol, député aux Cortes sous la Seconde République. Membre du Parti socialiste ouvrier espagnol (PSOE) et de l'Union générale des travailleurs (UGT), il est le dirigeant historique de ces deux entités, en exil, durant la dictature franquiste. Franc-maçon initié en 1925, il fait partie du Grand Orient espagnol.